# 妊娠糖尿病
妊娠糖尿病（にんしんとうにょうびょう, 英語: gestational diabetes）とは、妊娠中のみ血糖値が異常となる症状をいう。妊娠糖尿病は、将来のII型糖尿病リスクを増加させる。

## 発症機序と予後
妊娠中は、ヒト胎盤性ラクトゲンやエストロゲン、プロゲステロンなどの妊娠中に増加するホルモンにより、耐糖能が悪化しがちであることによる。一般的には、出産後に耐糖能は正常化する。一方、もともと糖尿病患者が妊娠した場合は、糖尿病合併妊娠と呼ばれる。とは言え、もともと糖尿病であったかどうかを完全に確認できているわけではなく、妊娠時に初めて糖尿病が発見されたということもある得る。また、妊娠糖尿病として糖尿病を発症した後、出産後も糖尿病が治らないケースもある。以上のような理由から、妊娠糖尿病であった妊婦に対しては出産後の耐糖能の経過を観察することが望ましい。

## 治療
妊娠糖尿病の治療としては、基本的に食事療法が行われるが、改善しない場合、後述の胎児へのリスクもあり、また飲み薬は催奇形性の懸念があるためインスリン注射療法を行うことになる。胎児への影響があるため、通常時より厳格な管理を必要とし、六分食やインスリン持続皮下注 (CSII) などを行うこともある。

## 胎児への影響
妊娠糖尿病によって母体の血糖値のコントロールが不良だと、胎児に先天性異常が発生するリスクが高まる。また、早産も多く、羊水過多、妊娠高血圧症候群の頻度も高いハイリスク妊娠の1つである。さらに、妊娠糖尿病では巨大児になりやすいため、難産になりやすい。また妊娠糖尿病では中枢神経系よりも身体の発育が良いので、出産のときに頭が通っても肩が通らない肩甲難産になりやすい。そのため、分娩が長引く場合は帝王切開が選択肢に加わる。その上、妊娠後期において母体の血糖コントロールが不良の場合、胎児も高血糖にに曝されるため、正常な胎児であれば、胎児の膵臓が大量のインスリンを作り続けることになる。インスリンは胎児の肺サーファクタントの合成を抑制するために、大量のインスリンを作り続けた結果、胎児が出生した後で、新生児呼吸窮迫症候群を発症するリスクも上昇する。一方で、妊娠初期から充分な血糖コントロールができていれば、通常の妊娠と同等である。

## 診断基準
妊娠糖尿病診断基準(GDM)判断基準が適用される。
- 75gOGTTにおいて次の基準の1点以上を満たした場合に診断する。

1. 空腹時血糖値 ≧92mg/dL (5.1mmol/L)
2. 1時間値 ≧180mg/dL (10.0mmol/L)
3. 2時間値 ≧153mg/dL (8.5mmol/L)

ただし、妊娠糖尿病 gestational diabetes mellitus (GDM)は、「妊娠中にはじめて発見または発症した糖尿病に至っていない糖代謝異常である」と定義され、妊娠中の明らかな糖尿病、糖尿病合併妊娠は含めない。

### 妊娠中の明らかな糖尿病 overt diabetes in pregnancy
- 以下のいずれかを満たした場合に診断する。

1. 空腹時血糖値 ≧126 mg/dL
2. HbA1c値 ≧6.5%

随時血糖値≧200 mg/dLあるいは75gOGTTで2時間値≧200 mg/dLの場合は、妊娠中の明らかな糖尿病の存在を念頭に置き、１または２の基準を満たすかどうか確認する。

### 糖尿病合併妊娠 pregestational diabetes mellitus
- 以下のいずれかを満たした場合に診断する。

1. 妊娠前にすでに診断されている糖尿病
2. 確実な糖尿病網膜症があるもの。